# اولودامولا اوسایومی
اولودامولا اوسایومی (انگلیسی: Oludamola Osayomi؛ زادهٔ ۲۶ ژوئن ۱۹۸۶) دونده اهل نیجریه است.
وی در مسابقات کشوری و بین‌المللی در مجموع برندهٔ ۹ مدال طلا، ۱ مدال نقره، ۲ مدال برنز شده‌است.